# Relation sexuelle en public

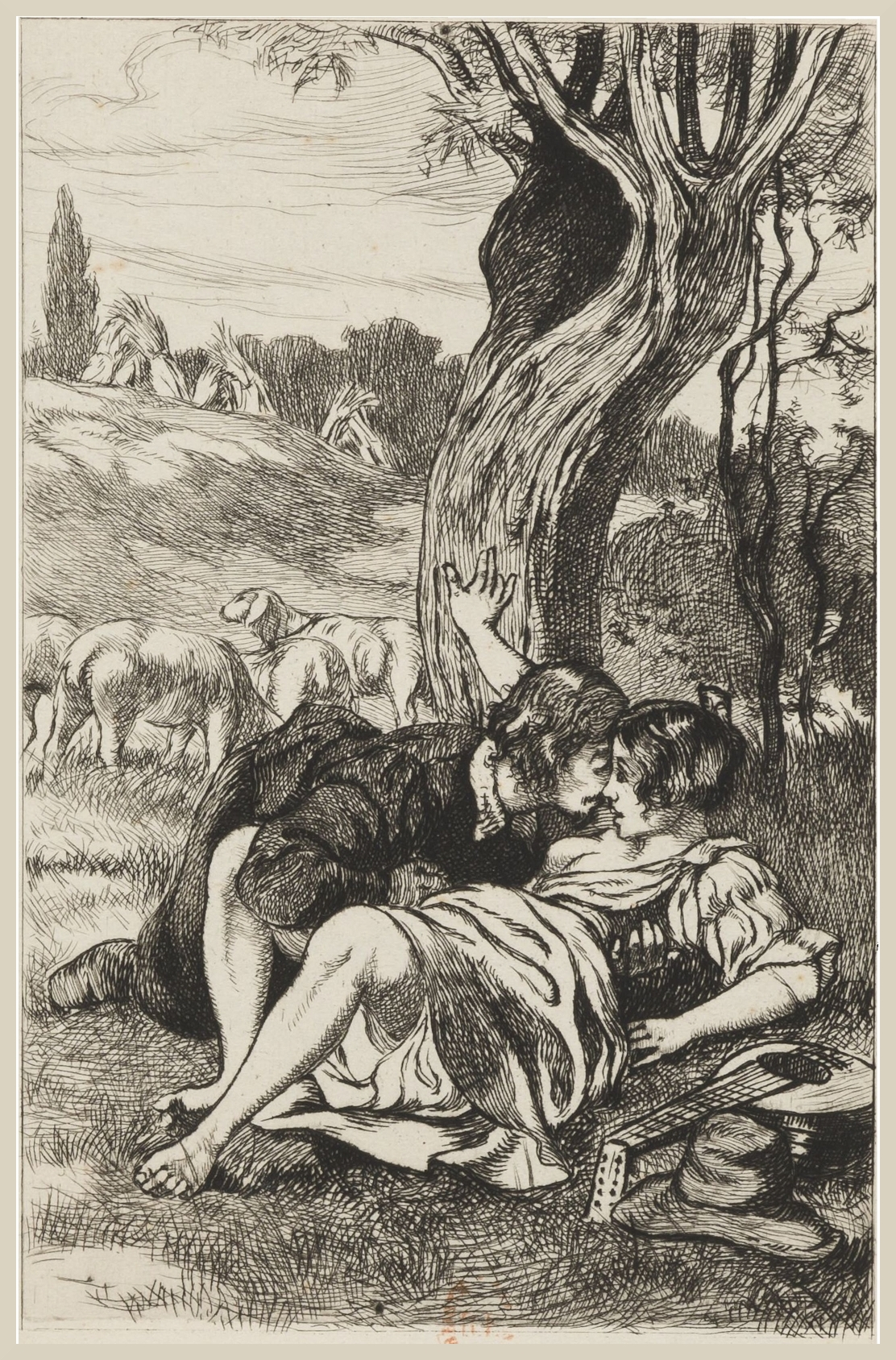
L'estampe rancion 15 de Martin Van Maele représente un couple se livrant à des préliminaires en plein air.

Une relation sexuelle en public (ou dit simplement sexe en public) est une activité sexuelle qui se déroule dans un contexte public. Il fait référence à une ou plusieurs personnes accomplissant un acte sexuel dans un lieu public ou dans un lieu privé visible depuis un lieu public.
Les opinions sociales liées au sexe et à la sexualité en public varient considérablement entre les cultures et les différentes époques. Il existe de nombreuses lois variées qui s'appliquent au sexe en public, qui se déclinent sous une variété de termes tels que l'outrage public à la pudeur (l'obscénité publique) ou la grossière indécence. Dans certaines juridictions, une infraction n'est commise que si les participants sont vus par d'autres, de sorte qu'un acte sexuel peut se produire dans un lieu public fermé sans qu'une infraction ne soit commise.
Selon une vaste étude de 2008, avoir des relations sexuelles dans un lieu public est un fantasme courant et un nombre important de couples ou d'individus l'ont fait. Ce fantasme est parfois représenté dans l'art ou le cinéma.